# مارگی این
مارگی اِین (استونیایی: Margi Ein؛ زادهٔ ۸ دسامبر ۱۹۵۰) سیاستمدار زن و نماینده سابق مجلس اهل استونی است.